# انتخابات الرئاسة النيجيرية 1983
انتخابات الرئاسة النيجيرية 1983 هي انتخابات رئاسية جرت في 1983، لانتخاب رئيس.
فاز بالانتخابات شيخو شاجاري.